# Dupontia proletaria
Dupontia proletaria fue una especie de molusco gasterópodo de la familia Euconulidae en el orden de los Stylommatophora.

## Distribución geográfica
Fue  endémica de Mauricio e Isla Reunión.